# Istanbul Cup 2021
L'Istanbul Cup 2021, anche conosciuto come TEB BNP Paribas Tennis Championship İstanbul per motivi di sponsorizzazione, è stato un torneo di tennis giocato sulla terra rossa. È stata la 14ª edizione dell'Istanbul Cup, che ha fatto parte della categoria WTA 250 nell'ambito del WTA Tour 2021. Si è giocato alla Koza World of Sports di Istanbul in Turchia, dal 19 al 25 aprile 2021.

## Partecipanti

### Teste di serie
| Nazionalità | Giocatrice               | Ranking* | Testa di serie |
| ----------- | ------------------------ | -------- | -------------- |
| Belgio      | Elise Mertens            | 17       | 1              |
| Croazia     | Petra Martić             | 21       | 2              |
| Russia      | Veronika Kudermetova     | 29       | 3              |
| Russia      | Dar'ja Kasatkina         | 37       | 4              |
| Rep. Ceca   | Barbora Krejčíková       | 38       | 5              |
| Russia      | Anastasija Pavljučenkova | 40       | 6              |
| Cina        | Zheng Saisai             | 49       | 7              |
| Cina        | Wang Qiang               | 50       | 8              |

* Ranking al 12 aprile 2021.

### Altre partecipanti
Le seguenti giocatrici hanno ricevuto una wild card per il tabellone principale:
- Çağla Büyükakçay
- Ana Konjuh
- Elise Mertens

Le seguenti giocatrici sono passate dalle qualificazioni:

- Tereza Mrdeža
- Kamilla Rachimova
- Cristina Bucșa
- Anastasija Gasanova
- Nuria Párrizas Díaz
- Lara Arruabarrena

### Ritiri
Prima del torneo
- Alizé Cornet → sostituita da  Zarina Dijas
- Svetlana Kuznecova → sostituita da  Kateřina Siniaková
- Magda Linette → sostituita da  Nao Hibino
- Anastasija Sevastova → sostituita da  Marta Kostjuk
- Sara Sorribes Tormo → sostituita da  Anastasija Potapova
- Jil Teichmann → sostituita da  Viktorija Golubic
- Patricia Maria Țig → sostituita da  Ana Bogdan

## Partecipanti al doppio

### Teste di serie
| Nazione     | Giocatrice        | Nazione   | Giocatrice      | Rank1 | Teste di serie |
| ----------- | ----------------- | --------- | --------------- | ----- | -------------- |
| Paesi Bassi | Arantxa Rus       | Slovenia  | Tamara Zidanšek | 123   | 1              |
| Giappone    | Nao Hibino        | Giappone  | Makoto Ninomiya | 144   | 2              |
| Spagna      | Lara Arruabarrena | Rep. Ceca | Renata Voráčová | 158   | 3              |
| Slovenia    | Dalila Jakupovič  | Russia    | Jana Sizikova   | 195   | 4              |

* Ranking al 12 aprile 2021.

### Altre partecipanti
Le seguenti coppie di giocatrici hanno ricevuto una wild card per il tabellone principale:
- Çağla Büyükakçay /  Pemra Özgen
- Elena Vesnina /  Vera Zvonarëva

Le seguenti giocatrici sono entrate in tabellone come ranking protetto:
- Viktorija Golubic /  Aleksandra Panova

## Punti
| Evento    | V   | F   | SF  | QF | 2T | 1T   | Q    | Q2   | Q1   |
| Singolare | 250 | 180 | 110 | 60 | 30 | 1    | 18   | 12   | 1    |
| Doppio    | 250 | 180 | 110 | 60 | 1  | N.D. | N.D. | N.D. | N.D. |

## Montepremi
| Evento    | V       | F       | SF     | QF     | 2T     | 1T     | Q2     | Q1     |
| Singolare | $25,000 | $14,000 | $8,401 | $5,006 | $3,430 | $2,600 | $2,251 | $1,630 |
| Doppio    | $9,000  | $5,000  | $3,230 | $1,980 | $1,520 | N.D.   | N.D.   | N.D.   |

*per team

## Campionesse

### Singolare
In finale  Sorana Cîrstea ha sconfitto  Elise Mertens con il punteggio di 6-1, 7–6(3).

### Doppio
In finale  Veronika Kudermetova /  Elise Mertens hanno sconfitto  Nao Hibino /  Makoto Ninomiya con il punteggio di 6-1, 6-1.